# 广派教会
广派教会（英語：Broad Church）又称作广教会派、廣涵教會派、宽教会派、广派神学运动或广派，是19世纪末至20世纪初兴起的圣公会的一个神学派别，带有自由派特征。
该词同时还指拥有广派看法的世俗政治组织，特别是工党，指工党包括从極左派社会主义到溫和的社会民主主义。